# ميلان بوريان
ميلان بوريان (23 أكتوبر 1987 كرواتيا - ) هو لاعب كرة قدم كندي، يلعب كحارس مرمى.

## وصلات خارجية
ميلان بوريان على موقع الاتحاد الأوربي (الإنجليزية)
- ميلان بوريان على موقع اتحاد تركيا (لاعب) (الإنجليزية)
- ميلان بوريان على موقع إي إس بي إن إف سي (الإنجليزية)
- ميلان بوريان على موقع قاعدة بيانات كرة القدم.إي يو (الإنجليزية)
- ميلان بوريان على موقع بيانات كرة القدم. دي إي (الألمانية)
- ميلان بوريان على موقع ناشيونال فوتبول تيمز (الإنجليزية)
- ميلان بوريان على موقع Soccerbase.com (لاعب) (الإنجليزية)
- ميلان بوريان على موقع Soccerway.com (الإنجليزية)
- ميلان بوريان على موقع عالم كرة القدم.نت (الإنجليزية)
- ميلان بوريان على موقع AS.com (الإسبانية)